# Samuel Peak
Samuel Peak är en bergstopp i Antarktis. Den ligger i Sydshetlandsöarna. Argentina, Chile och Storbritannien gör anspråk på området. Toppen på Samuel Peak är 210 meter över havet.
Terrängen runt Samuel Peak är huvudsakligen kuperad, men åt sydost är den platt. Havet är nära Samuel Peak åt sydost. Trakten är glest befolkad. Närmaste befolkade plats är St. Kliment Ohridski Base, 15,1 kilometer sydväst om Samuel Peak. 